# Hugo de León
Hugo de León   (Rivera, 27 de febrer de 1958) fou un futbolista uruguaià de la dècada de 1980 i entrenador.
Fou 48 cops internacional amb la selecció de l'Uruguai amb la qual participà en el Mundial de 1990. Pel que fa a clubs, defensà els colors de Nacional Gremio River Plate i CD Logroñés, com a principals clubs.
Trajectòria com a entrenador:
- 1996: Ituano
- 1997: Fluminense
- 1998-2001: Nacional
- 2003: Monterrey
- 2004: Nacional
- 2004: Monterrey
- 2005: Grêmio